# Fröken Fräken
Fröken Fräken är en sång skriven av Thore Skogman. Sven-Ingvars spelade in låten, och släppte den på singel 1964 . Deras version låg på Svensktoppen i sex veckor under perioden 21 november 1964 -9 januari 1965 , där den bland annat var etta.
Thore Skogman hade spelat in sången den 10 november 1963, vilken han i december 1965 utgav på EP-skivan Pop opp i topp.  Uppslaget till låten fick Thore Skogman när han bläddrade i en veckotidning och fick se en bild på en rödhårig och fräknig flicka.[källa behövs]
Sången har även blivit en succé utomlands och har spelats in på flera olika språk, bland annat danska, finska, norska, franska, engelska, isländska samt på nederländska som "Sophietje" med den folkkäre holländske artisten Johnny Lion.
2008 framfördes låten i Dansbandskampen av Scotts, i en mer fartfylld tappning. Den togs även med på Scotts album På vårt sätt 2008.

## Utländska versioner
- Matti Heinivaho - Pikku Neiti Porvoolainen (Finland)
- Vilhjálmur Vilhjálmsson - Litla sæta ljúfan góða (Island)
- Johnny Reimar - Lille Fregnede Louise (Danmark), sjöng även en tysk verson som heter Rote Lippen Hat Luise.
- Johnny Lion - Sophietje (Nederländerna)

## Listplaceringar
| Lista (1964-1965) | Topplacering     |
| ----------------- | ---------------- |
| Finland           | 22               |
| Norge             | 1                |
| Sverige           | 1 (Kvällstoppen) |